# Sofia Magdalena av Danmark
För fartyget, se HMS Drottning Sofia Magdalena.
Sofia Magdalena av Danmark (danska: Sophie Magdalene), född 3 juli 1746 på Charlottenborg i Köpenhamn, död 21 augusti 1813 på Ulriksdals slott, var en dansk prinsessa som var gift med kung Gustav III och drottning av Sverige 1771–1792. Hon var dotter till Fredrik V av Danmark och Louise av Storbritannien samt mor till Gustav IV Adolf.

## Biografi

### Barndom och ungdomsår

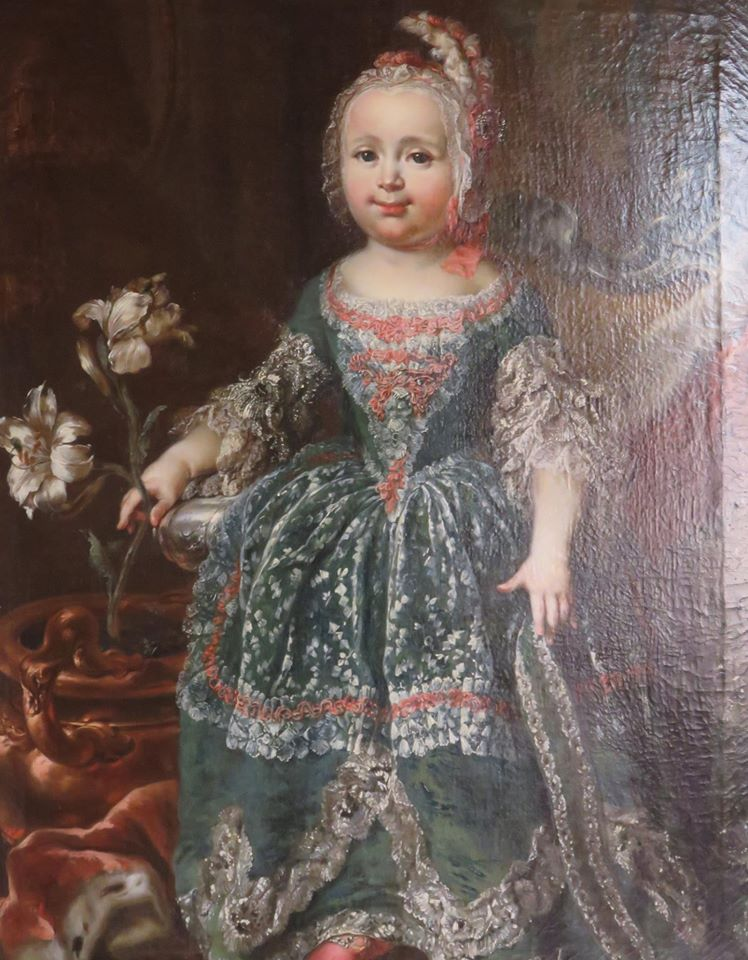
Porträtt av Sofia Magdalena som barn från 1750.

Prinsessan Sofia Magdalena föddes 3 juli 1746 på Charlottenborg, en sekundärresidens för det danska kungahuset beläget vid Kongens Nytorv i centrala Köpenhamn. Hon var andra barnet och äldsta dottern till dåvarande kronprins Fredrik och kronprinsessan Louise av Danmark-Norge och fick sitt namn efter sin farmor, Danmarks drottning Sofia Magdalena av Brandenburg-Kulmbach. Sofia Magdalena blev vid sin födelse arvsberättigad till den danska tronen och kallades som kungens äldsta dotter länge vid titeln kronprinsessa. Hon fick en egen hovstat redan vid födseln.
Bara en månad efter hennes födelse dog hennes farfar, kung Kristian VI, och Sofia Magdalenas far besteg tronen som kung Fredrik V. Hennes äldre bror, prins Kristian, avled 1747, och hon var då som kungens enda barn tronarvinge fram till att hennes yngre bror (Den blivande kungen Kristian VII) föddes 1749. Ett äktenskap mellan Sofia Magdalena och Sveriges tronarvinge Gustav föreslogs tidigt av det svenska ständerna. Syftet var att försöka dämpa den gamla fientligheten mellan Danmark och Sverige, som hade fått ny näring genom det svenska tronföljarvalet 1743, där Danmarks kandidat hade förlorat. Både i Danmark och i Sverige möttes förslaget med skepsis från bådas föräldrar. Sofia Magdalenas mor ska ha varit rädd för att Sofia Magdalena skulle behandlas illa av sin svärmor, Lovisa Ulrika, eftersom Lovisa Ulrika var känd även i Danmark för sin stolthet och härsklystna läggning och sin fientlighet mot allt danskt, som hon demonstrerade inför de danska sändebuden i Stockholm.
Lovisa Ulrika ställde som villkor att Sofia Magdalena skulle uppfostras i Sverige för att hon skulle gå med på saken, men kravet kunde inte tillgodoses på grund av motstånd från Sofia Magdalenas mor. Våren 1751 blev trolovningen officiell. Detta gladde Carl Gustaf Tessin men förfärade kronparet Adolf Fredrik och Lovisa Ulrika. Enligt den samtida Axel von Fersen d.ä. är trolovningen ett resultat av franska påtryckningar. Efter hennes mors död föll ansvaret för hennes uppfostran mest på hennes farmor, som ska ha gett henne en kärleksfull men strängt religiös uppfostran. Eftersom hennes far och snart även hennes bror Kristian ansågs sedeslösa, uppfostrades hon och hennes systrar ännu strängare för att de inte skulle ta efter det dåliga exemplet. Hon ska haft en nära relation till sina syskon och även kommit överens med sin styvmor. Fadern ska dock ofta ha varit brutal och skrämt Sofia då han visade sig berusad inför henne och bland annat ha bussat hundar på henne och då ha skapat en livslång hundfobi hos henne. Sofia Magdalena hade en fransk guvernant, Jeanne Rosselin, och fick 1754 en informator, Kai Koch. Hon studerade historia, geografi, tyska, franska, engelska och teckning. Sofia Magdalena undervisades också i dans och musik av dansmästaren Pierre Laurent från operabaletten i Paris.

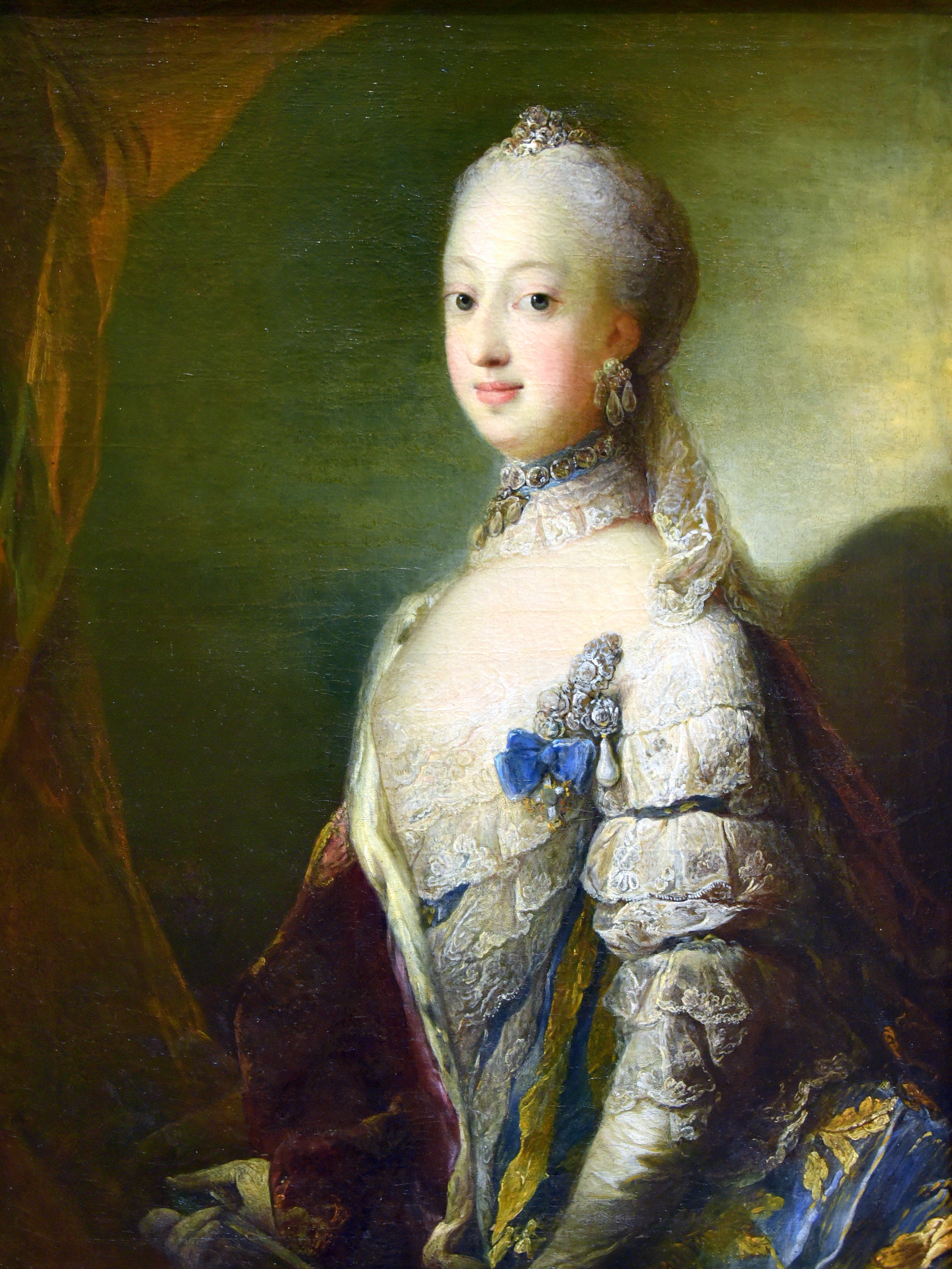
Prinsessan Sofia Magdalena av Danmark 1766 innan hon kom till Sverige. Carl Gustaf Pilo målade detta porträtt för kronprins Gustavs räkning några månader före bröllopet. Hon är avbildad i en av sina hovdräkter, rikligt besatt med olika slags spetsaccessoarer. På bröstet bär hon den danska orden L'union parfaite. Nationalmuseum.

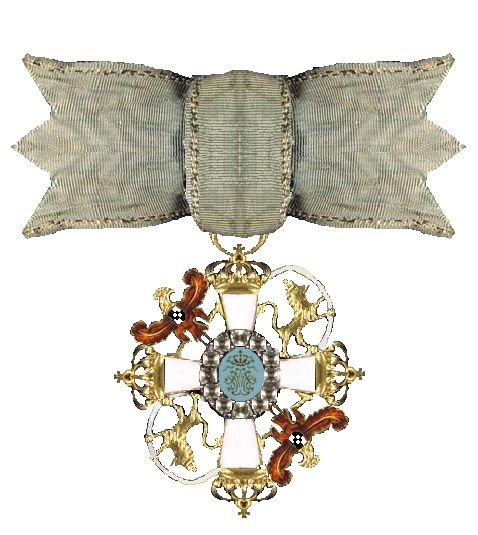
L'union parfaite, dansk orden, stiftad år 1732 av Danmarks drottning Sofia Magdalena av Brandenburg-Kulmbach (1700–1770), gift med kung Kristian VI av Danmark och farmor till prinsessan Sofia Magdalena av Danmark, senare drottning Sofia Magdalena av Sverige. Orden delades ut fram till Sofia Magdalenas död år 1770.

År 1760 återupptogs från dansk sida förhandlingarna om giftermålet. Förhandlingarna fördes mellan Danmark och Lovisa Ulrika, eftersom man inte räknade med kung Adolf Fredrik mer än rent formellt. Lovisa Ulrika hävdade att förlovningen hade påtvingats dem mot deras vilja av greve Tessin och inte längre borde anses gälla, och att hon planerade ett giftermål mellan Gustav och en tysk prinsessa i stället. Den danska ambassadören klagade också på att Lovisa Ulrika bemötte honom fientligt och fyllde Gustav med fördomar om Danmark. Fredrik V var dock besluten att fullgöra förbindelsen: "Hans danska majestät kunde inte låta sin dotters intressen uppoffras för svenska drottningens fördomar och nycker". Den svenska allmänheten var dock positivt inställd eftersom man förväntade sig att Sofia Magdalena skulle likna den senaste danska prinsessa, som varit drottning i Sverige: Ulrika Eleonora av Danmark. Ständerna krävde att äktenskapet skulle fullbordas och mösspartiet stödde särskilt partiet. Detta då de förväntade sig att Sofia Magdalena skulle bli en mer foglig och mild drottning än den högmodiga och politiska Lovisa Ulrika. År 1764 rapporterades det att Gustav själv började bli mer positiv till äktenskapet, eftersom han ville frigöra sig från sin mor, som börjat betrakta honom med ovilja på grund av den allt mer ledande ställning han började inta vid hovet. Den 20 oktober talade Gustav själv om för Lovisa Ulrika att han av egen fri vilja ville ingå äktenskapet. Lovisa Ulrika mottog det mycket illa, eftersom hon underhandlade med sin bror och Katarina av Ryssland för att ordna något fördelaktigt för Danmark som ersättning för ett uteblivet äktenskap. Den 3 april 1766 eklaterades förlovningen med festligheter i både Stockholm och Köpenhamn. Clas Ekeblad ägde vid denna tid ett porträtt av Sofia Magdalena och detta porträtt visades upp vid hovet. Lovisa Ulrika skall vid åsynen av porträttet ha sagt: "Gustav, du tycks visst redan vara förälskad i henne! Hon ser dum ut", varefter hon sade till prins Karl: "Hon skulle passa till hustru åt dig!".

### Kronprinsessa

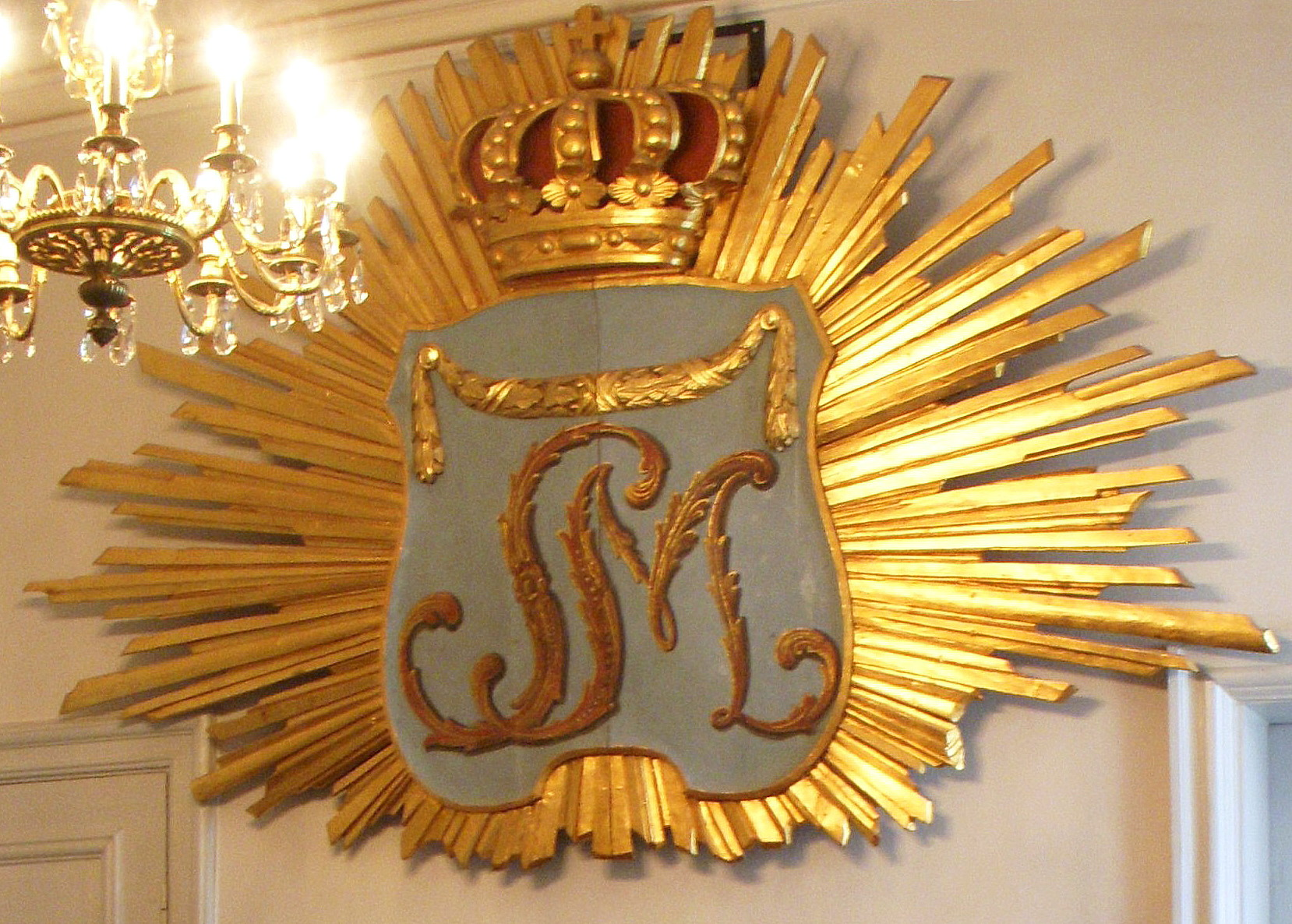
Sofia Magdalenas bröllopsköld i Stora Jungfrukammaren på Edsbergs slott. Det och en pendang med monogram ”G” satt på en äreport när de anlände till Stockholms län.

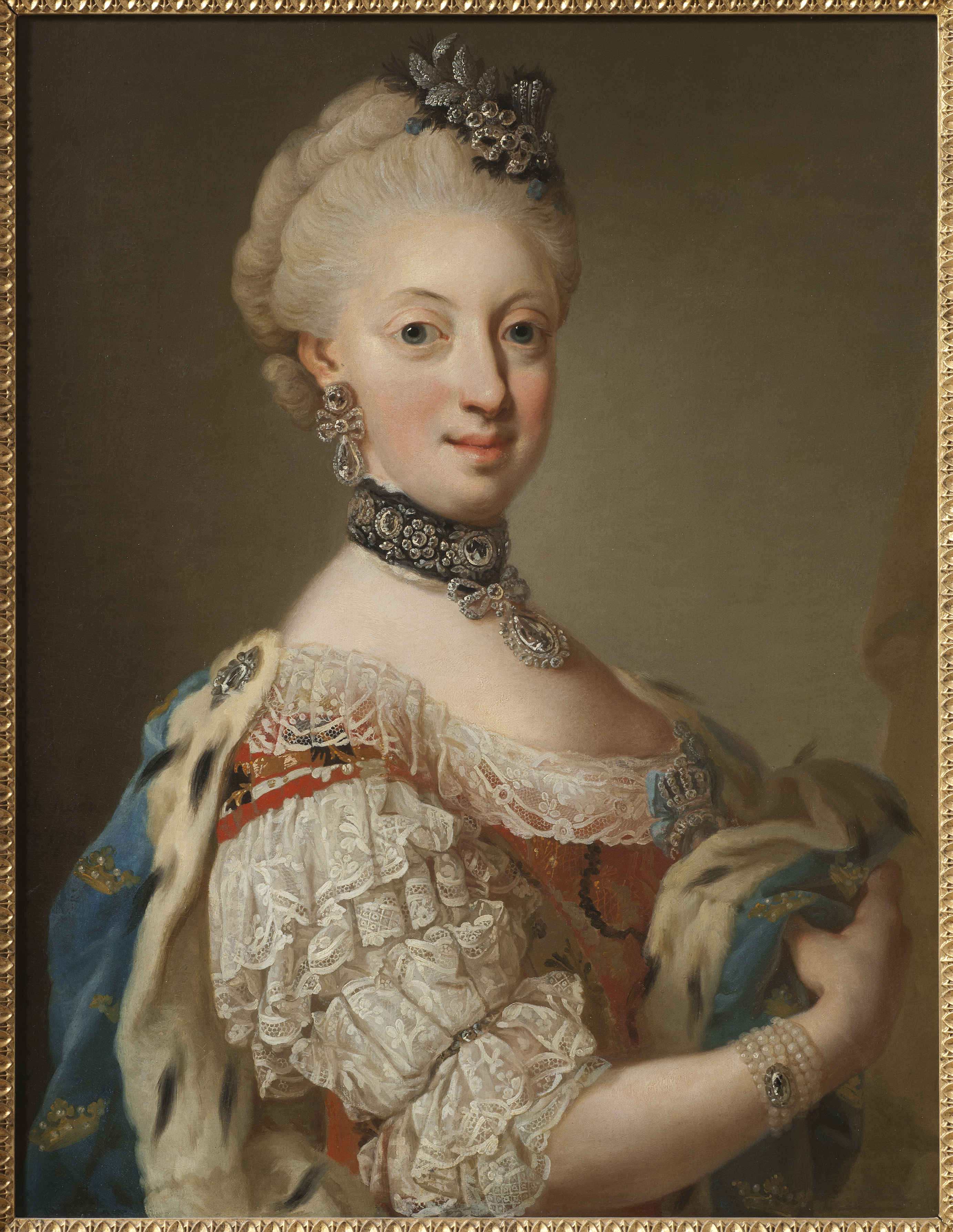
Sofia Magdalena av Lorens Pasch d.y., 1768.

se även Bröllopet mellan Gustav III och Sofia Magdalena
Den 1 oktober 1766 vigdes Sofia Magdalena med Gustav i Christiansborgs Slottskyrka där halvbrodern prins Fredrik var ombud för brudgummen. Parallellt skedde i London också vigsel per ombud mellan hennes bror kungen och dennes brud, prinsessan Caroline Mathilde av Storbritannien, och det ansågs viktigt att Sofia Magdalena lämnade Danmark före sin nya svägerskas ankomst. Sofia Magdalena färdades i en förgylld slup från Kronborg i Danmark över Öresund till Helsingborg i Sverige. Då slupen hunnit halvvägs, tystnade den danska kanonsaluten och den svenska tog vid. I Helsingborg välkomnades hon av Gustav, danska sändebudet Schack och sin svåger prins Karl av Hessen, som hade ankommit kort före henne samma dag. Då hon steg iland blev Gustav rädd att hon skulle falla och han sträckte henne därför ut handen med orden: "Akta er madame!" Denna replik blev därför mycket omtalad vid det svenska hovet och föremål för mycket skvaller. Gustav lär också ha utropat högt: "Mon Dieu, qu'elle est Belle" ("Gud vad hon är vacker"). Därefter följde Gustav henne till Örebro, innan han återförenades med henne i Västerås. Sofia Magdalena mötte kung Adolf Fredrik på Stäkets herrgård 27 oktober 1766. Dagen innan hade hon där informellt också mött sina två svågrar. Hon blev väl behandlad av sin svärfar och svågrar under sin tid i Sverige. Därefter mötte sällskapet Lovisa Ulrika och Sofia Albertina på Säby bruk. Mötet mellan Lovisa Ulrika och Sofia Magdalena ska ha gått mycket bra på grund av den underdånighet Sofia Magdalena visade. 28 oktober färdades Sofia Magdalena och Gustav i slup från Karlbergs slott till Drottningholms slott, där hon formellt presenterades vid hovet och sedan själv gav cour, följt av teater, middag och bal, och dagen därpå likadant. Den närvarande grevinnan Ebba Bonde beskrev det: "– Min Gud, vad hon är skön! hördes genast från alla munnar. Emellertid tyckte jag inte ens att hon var vacker, fast jag sedan fann henne mycket skön. Det var i verkligheten inte så underligt, emedan hon var trött efter resan, hade legat i feber hela natten och under förmiddagens lopp varit upptagen av sin toalett, samt – vad som var allra värst – hade en ryslig fruktan för drottningen." Sofia Magdalena välkomnades sedan till Stockholm 4 november, där en andra vigsel förrättades i Slottskyrkan på Stockholms slott samma kväll, följt av fackeldans i rikssalen, som hade varit tradition vid kungliga bröllop sedan Erik XIV:s tid. På de påföljande balerna som hölls för att fira bröllopet under resten av sällskapssäsongen gjorde Sofia Magdalena ett gott intryck på den svenska adeln med sitt utseende, sin elegans och sitt sätt att dansa. Hon kunde vid denna tid inte tala svenska, men franska var vid denna tid språket som användes vid det svenska hovet.
Sofia Magdalena drogs snart in i konflikter med sin svärmor. Lovisa Ulrika hade långt tidigare sagt att om det var något hon fann bedrövligt och förödmjukande, så var det att under en suverän konungs regering inneha en änkedrottnings ställning. Både Lovisa Ulrika och Gustav ville hindra henne att underhålla kontakter med den danska ambassaden, samt utvisa hennes danska kammarfruar, Ingrid Maria Wenner och Hansen-Ditmar, samt hennes franska guvernant Jeanne Rosselin. Dessa ska ha enligt Lovisa Ulrikas spioner ha förmedlat budskap mellan Sofia Magdalena och danska beskickningen. Danskar var misstänkta personer i 1700-talets Sverige, och Gustav anade att danskarna ville få ett sidoinflytande och stördes därför av hustruns danska umgänge. Mösspartiet stödde från början Sofia Magdalena, som de framhöll som ett exempel på fromhet och rena seder till skillnad från vad de ansåg vanligt vid hovet och i kungahuset. Mössorna, som förespråkade en svag monarki och stöddes av Danmark och Ryssland, markerade också offentligt att de stödde Sofia Magdalena. Hon misstänktes därför av Lovisa Ulrika för att vara mössympatisör. Lovisa Ulrika försökte få henne att sminka sig enligt franskt mode, något som betraktades som att ta ställning för hattpartiet, och man försökte också få henne att delta i amatörteatern, men det danska sändebudet Schack avrådde henne från båda genom Jeanne Rosselin. Inom den svenska societeten blev man efter hand besviken på Sofia Magdalenas tillbakadragna natur, tystlåtenhet och brist på kvickhet. Lovisa Ulrika utsatte henne för en mängd trakasserier, till exempel att endast bjuda Gustav till sin födelsedag 1767. Sofia Magdalenas närvaro undanbads. Sådana incidenter gjorde att hon drog sig undan hovlivet och umgicks med sin danska uppvaktning snarare än att skaffa svenska vänner.
Under tiden som kronprinsessa behandlade Gustav Sofia Magdalena formellt och kyligt under vistelsen på Stockholms slott, något som möjligen berodde på en önskan att inte göra modern svartsjuk. Under sommarvistelserna på Ekolsunds slott ska dock paret ha försökt närma sig varandra uppmuntrade av sin uppvaktning, och 1768 troddes Sofia Magdalena ett tag vara gravid. Sofia Magdalena ska inte ha låtsats om Gustavs förbindelse med Charlotte Du Rietz 1768. Konflikten mellan paret angående Sofia Magdalenas danska anställda fortsatte tills hon 1770 tvingades sända bort Rosselin och Hansen-Dithmar.

### Skandalen kring fullbordandet av äktenskapet

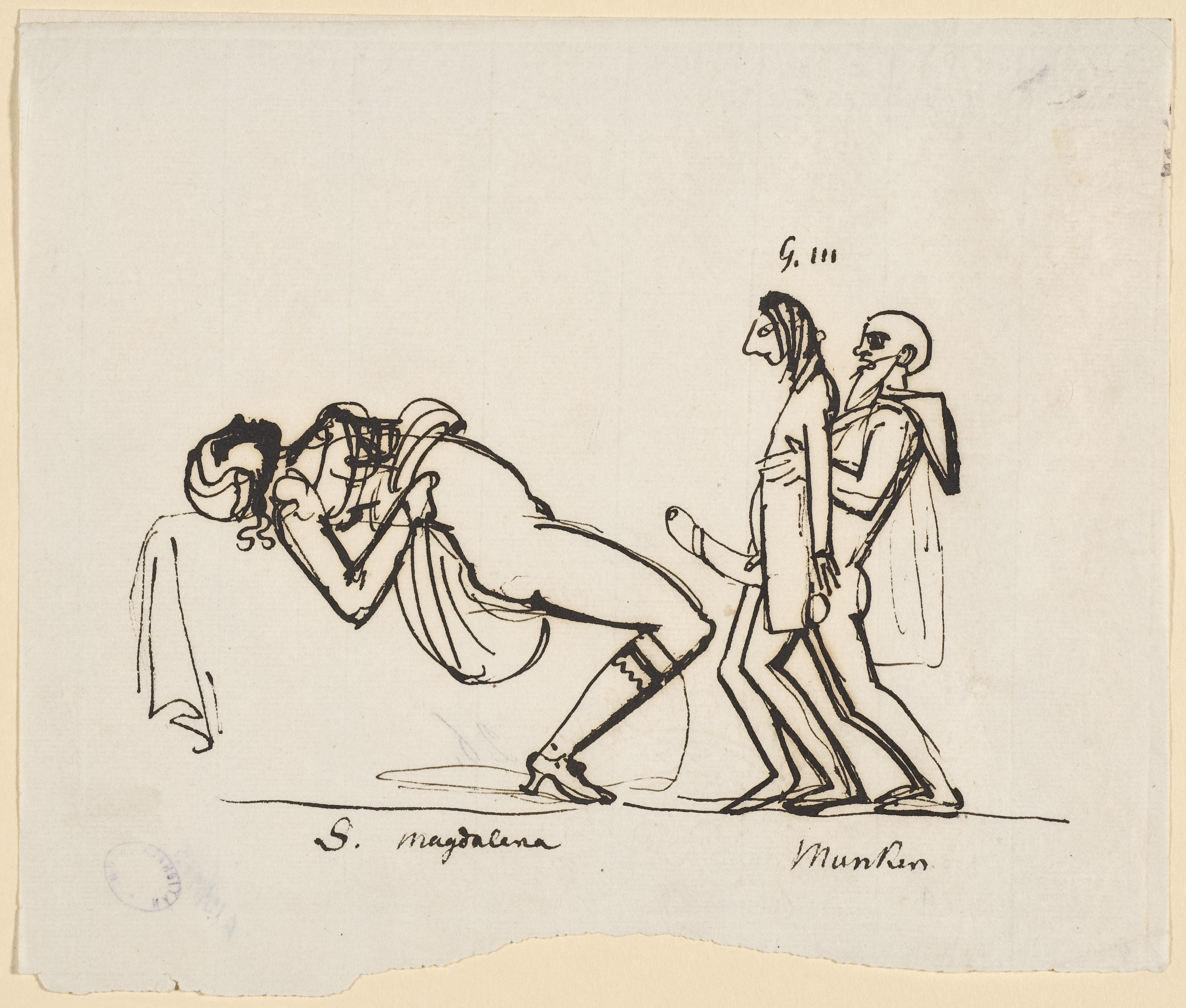
Carl August Ehrensvärds nidbild av hur "Muncken" assisterar Gustav III vid dennes första samlag med Sofia Magdalena.

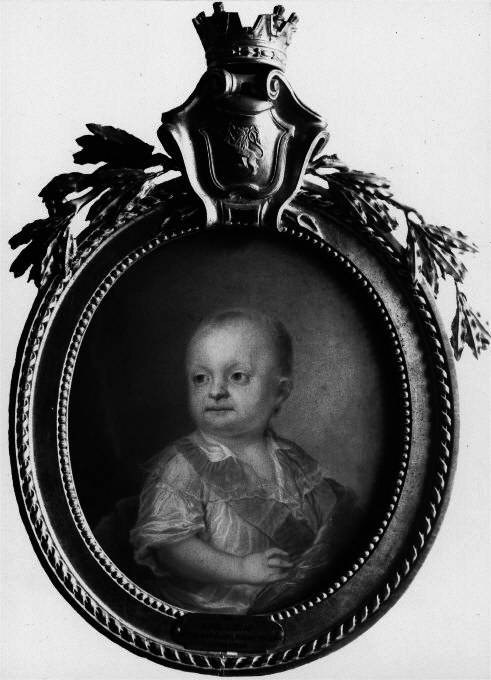
Gustavs och Sofia Magdalenas andre son Carl Gustav, hertig av Småland (1782–1783)

Sofia Magdalena är kanske mest ihågkommen för svårigheterna i sitt äktenskap. Då den främsta uppgiften för en drottning var att producera en tronarvinge, var det sexuella samlivet mycket viktigt. Äktenskapet blev inte fullbordat förrän 1775, nio år efter giftermålet. År 1772 talade Gustav med Axel von Fersen d.ä. om skilsmässa, vilket den senare dock avrådde från. Gustav hade först tanken att överlåta ansvaret att producera en tronarvinge på sin bror Karl, varför han år 1774 arrangerade ett äktenskap mellan Karl och kusinen Hedvig Elisabet Charlotta av Holstein-Gottorp. När Hedvig Elisabet Charlotta år 1775 fick missfall, fattade dock Gustav beslutet att fullborda sitt äktenskap.
Då paret var osäkra på hur fullbordandet av äktenskapet skulle gå till och båda hade anatomiska problem som försvårade saken, erbjöd sig hovstallmästare Adolf Fredrik Munck att agera som sexualinstruktör. Han var närvarande i ett rum bredvid sängkammaren tillsammans med hovdamen Anna Sofia Ramström då äktenskapet fullbordades, och kallades även in vid ett antal tillfällen, under vilka han även tvingades

röra vid dem båda två för att visa dem tillrätta. Då kronprinsen föddes 1778, fick Munck gåvor från både kungen och drottningen för sin hjälp. Detta gav upphov till många rykten om hur Muncks sexualundervisning egentligen hade gått till. Det vanliga ryktet var att det i själva verket var Munck som var far till barnet. Det fanns även ett rykte om att Sofia och Munck hade ingått ett hemligt äktenskap. Dessa rykten användes av den politiska oppositionen så sent som 1786 och 1789,, där det hävdades att hela nationen kände till att kungen bett Munck att göra drottningen gravid
.
Dessa pamfletter postades i gathörn över hela Stockholm.. Skandalen spreds även i societeten av bland andra Anna Charlotta Schröderheim och Eva Helena Löwen.
Hovmedikus Sven Anders Hedin, gift med Sofia Magdalenas kammarfru Charlotta Hellman, uppger att han sommaren 1780 en dag blev nyfiken på att få se hur drottningens sängkammare såg ut, och att han gick dit då han trodde att rummen var tomma. Han uppger att han då genom en halvöppna dörren fick se Sofia Magdalena och Munck omfamna varandra. Han gnolade då en visa för att förvarna dem, och drog sig sedan tillbaka. Några dagar därefter ska han ha funnit tre paket dyrbara hovdräkter på sitt rum. Denna berättelse har citerats av forskare och historiker som en del i skandalen kring Munck. Hedin uppger också, att han i oktober 1781 såg Gustav öppet på väg till Sofia Magdalenas sängkammare. Gustav frågade då Hedin vilket datum det var, och denne svarade då och tillade skämtsamt: "Om nio månader kan jag svara precis!", vilket Hedin antyder var ett sätt för Gustav att be honom agera vittne, om det återigen skulle förekomma rykten kring faderskapet.
År 1787 deponerade Sofia Magdalena 50 000 kronor på Muncks konto, vilket väckte liv i skvallret, som kallade det en avskedsgåva, då Munck vid denna tid inlett ett förhållande med Giovanna Bassi, som Sofia Magdalena (enligt Hedvig Elisabet Charlotta) tyckte mycket illa om. Kungen blev då förfärad över att folk skulle få veta om depositionen och försökte hålla transaktionen hemlig (även detta enligt svägerskan), vilket dock inte lyckades. Denna historia filmatiserades dramatiserad och visades i SVT år 2001 som Gustav III:s äktenskap. Ryktena om Munck som far till Gustav Adolf avtog när kungaparet - efter att Sofia Magdalena haft ett missfall – fick sitt andra barn 1782, Carl Gustaf (hertig av Småland), som dock avled efter ett halvår. I maj 1784 ska Sofia Magdalena ha fått ett missfall: därefter omtalas inga fler graviditeter, och paret tycks ha avslutat sin intima relation, medan de fortsatte behandla varandra vänligt och särskilt från 1789 gemensamt förfärades över franska kungaparets öde.

### Drottning

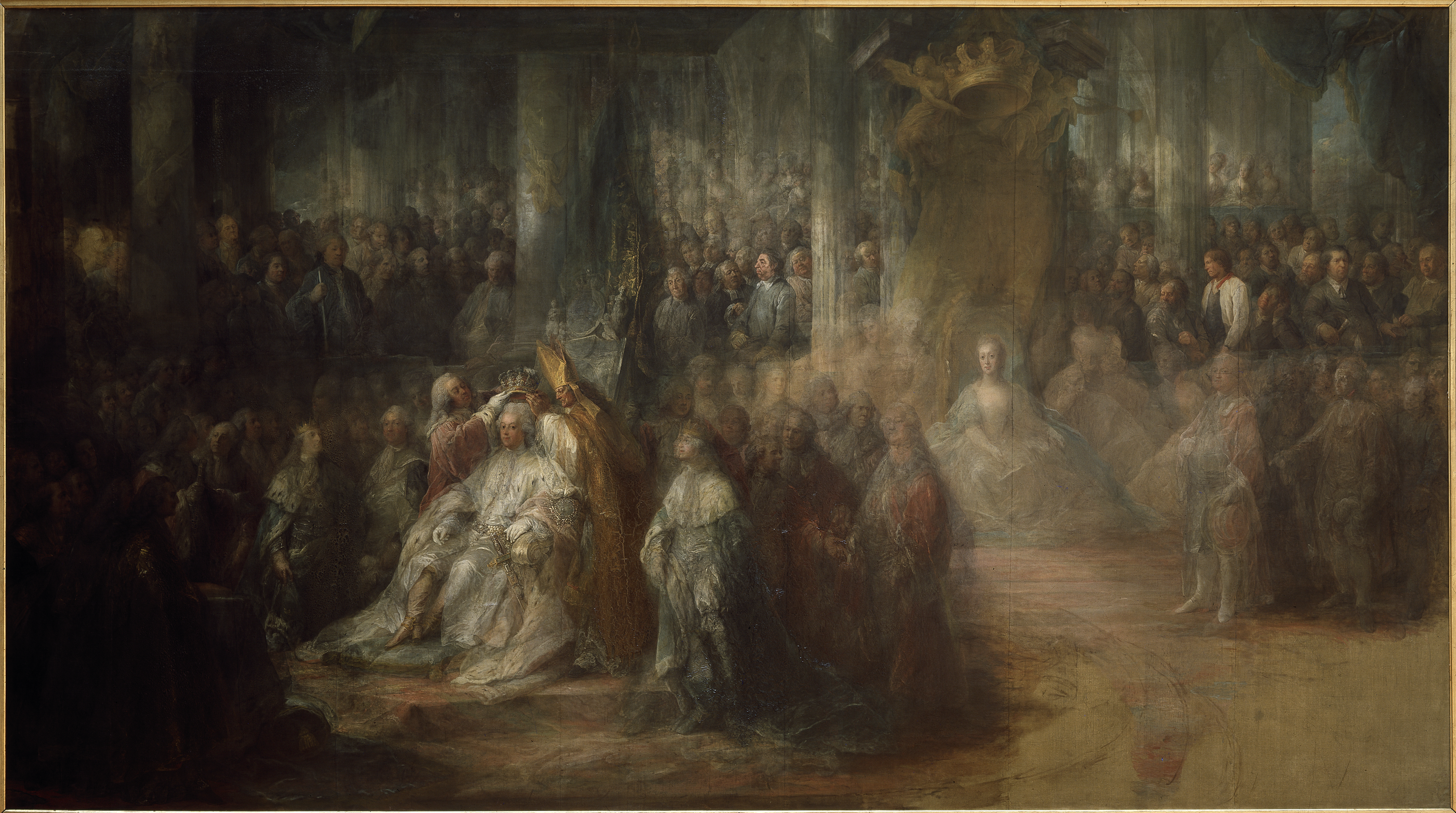
Gustav III kröning av Carl Gustav Pilo.

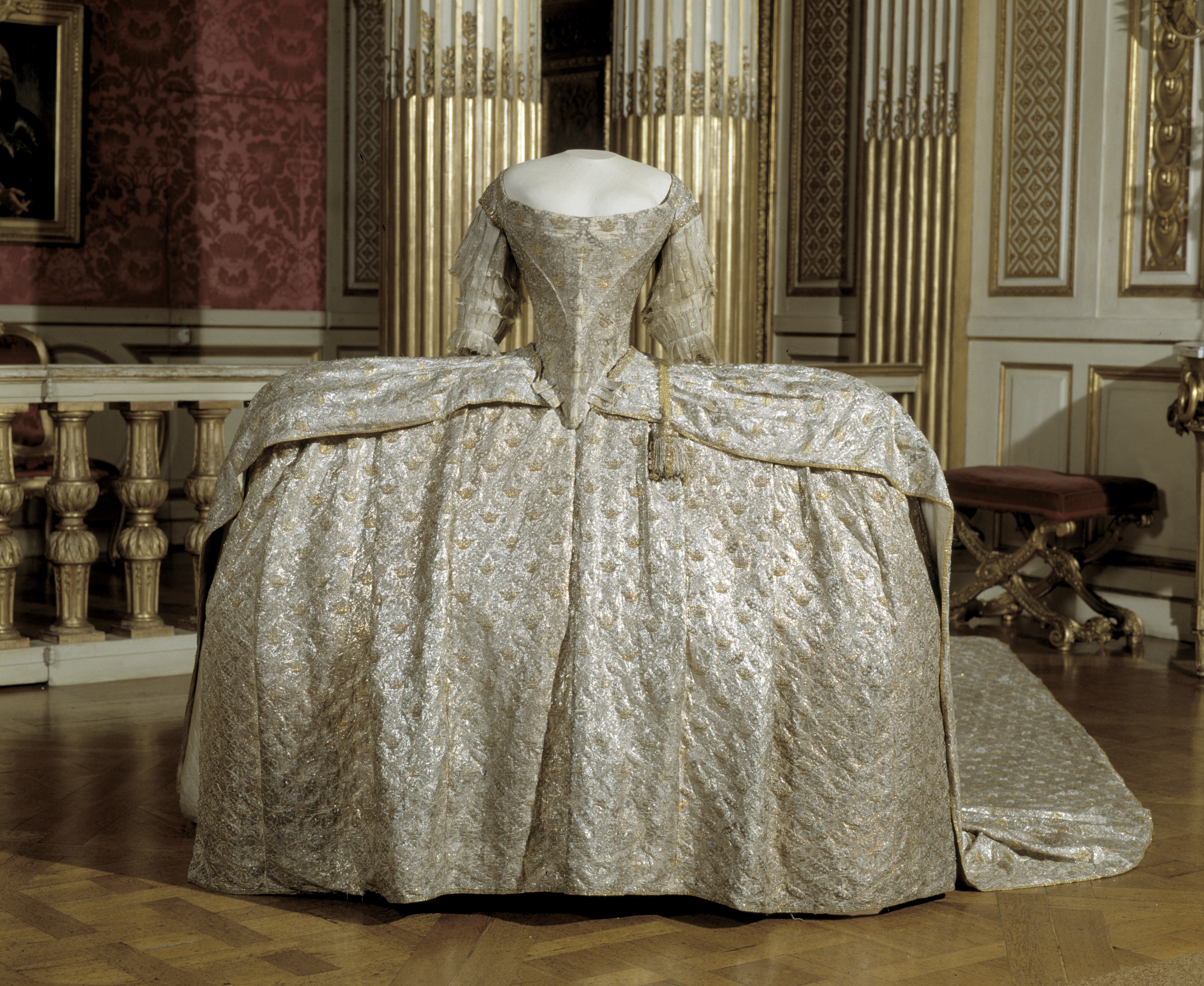
Sofia Magdalenas kröningsdräkt. Finns bevarad på Livrustkammaren.

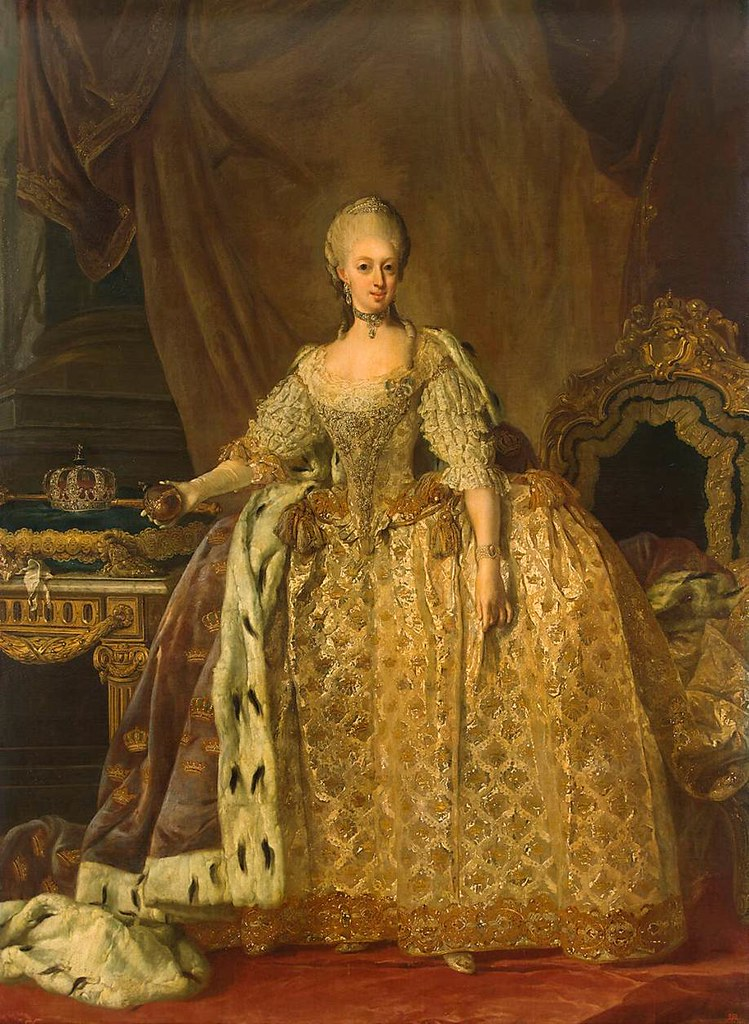
Porträtt av Lorens Pasch den yngre från 1773–1775.

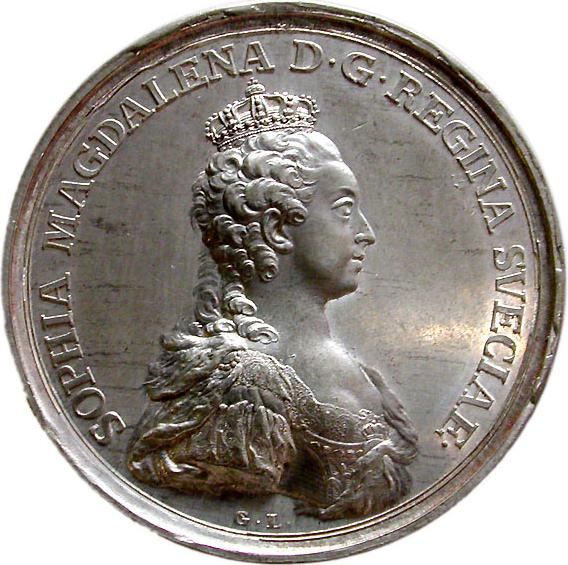
En sällsynt bild av Sofia Magdalena drottningkronan på ett minnesmynt.

Sofia Magdalenas signet i bergkristall.

Sofia Magdalena.

Den 12 februari 1771 avled kung Adolf Frederik och Sofia Magdalenas man efterträdde sin far som Sveriges konung, medan hon själv blev drottning av Sverige vid 24 års ålder. Sofia Magdalena kröntes till Sveriges drottning tillsammans med sin man 29 maj 1772 i Stockholm. Hon var inte informerad om Gustavs planer inför revolutionen 1772. Vid denna tid misstänkliggjordes hon för sina påstådda dansksympatier inför Gustav, eftersom det var viktigt att få Danmarks stöd för statsomvälvningen och man dessutom hade planer på att erövra Norge: Lovisa Ulrika ska särskilt ha förtalat henne. Hon tycks dock ha varit informerad om det politiska livet i stort, eftersom hon anmärker i ett brev till förre danska ambassadören Schack i mars att hon var nöjd med riksdagen, som bland annat hade återinstallerat riksrådet Fredrik Ribbing, som hon intresserade sig för. Konflikten mellan Lovisa Ulrika och Sofia Magdalena var välkänd och ogillad av allmänheten, något som framgår av fabeln Rävinnan och Turturduvan, som infördes i Dagligt Allehanda 16 februari 1771. I denna porträtteras Sofia Magdalena som turturduvan och Lovisa Ulrika som rävinnan. Fabeln handlar om den oskuldsfulla turturduvan som oskyldigt utsätts för en förtalskampanj av den elaka rävinnan, som stöddes av andra rävinnan (Anna Maria Ehrensvärd) och de övriga rävarna (hovet och adeln). Insändaren uppfattas som en nidskrift mot Lovisa Ulrikas behandling av Sofia Magdalena och tros vara insänd av mössornas parti.
Under revolutionen 19 augusti 1772 vistades hon på Ekolsund. Då hon meddelades om revolutionen, ska hon ha anförtrott sin hovmästarinna Anna Maria Ehrensvärd att hon var rädd för att nu bli förskjuten eftersom hon visste att hon inte var omtyckt av Gustav, inte hade fött något barn och misstänkliggjordes i hans ögon. Detta blev Gustav underrättad om, något som ledde till en konflikt. På en bal på Ekolsund ska Gustav sedan ha anförtrott Axel von Fersen d. ä., att han planerade att förskjuta henne på grund av danskvänliga intriger och äktenskapsbrott med riksrådet Ribbing och danska legationssekreteraren baron Rosencrone. Fersen avrådde honom dock och påpekade att de enda orsakerna till att misstänka henne för danksvänlighet var hennes tillgivenhet för sina danska kammarfruar, och att hon som försummad hustru inte kunde förebrås för att hon tyckte om Ribbings komplimanger, något som inte var nog för att misstänka henne för äktenskapsbrott. Hennes kontakter med Rosencrone ska ha handlat om att han förmedlade hennes brev till Danmark. Ribbing hade under denna tidpunkt ofta setts i hennes sällskap och smickrat henne, något som av Ehrensvärd inför kungen hade beskrivits som äktenskapsbrott. Ribbing ska ha fått drottningen att skratta bland annat genom att karikera Ehrensvärd. Ehrensvärd talade då om för Gustav III att drottningen var gravid "och riksrådet Ribbing är hennes favorit". Gustav III hade då gett i uppdrag åt Ulrika Katarina Stromberg, som varit Sofia Magdalenas första, tillfälliga, hovmästarinna då hon först anlände till Sverige och som var mycket omtyckt av henne, att undersöka Ehrensvärds anklagelser. Stromberg hade frågat kammarfrun Charlotta Hellman, från vilken hon, enligt kammarherren Sven Anders Hedin, fått "upplysningar, som inte voro tvetydiga, i synnerhet som just då de klaraste bevis kunde hämtas av drottningens linne". Då Munck åstadkom försoningen mellan kungaparet 1775, ska Gustav III ha bett Sofia Magdalena om ursäkt för att han satt tilltro till denna historia.
Sofia Magdalena hade fått en religiös uppfostran och var av en tyst och allvarlig karaktär som hade svårt att anpassa sig till sin makes nöjeslystna hov. I egenskap av drottning fick hon stora representationsskyldigheter, ännu fler än sin företrädare, eftersom Gustav ville efterlikna det franska hovet i fråga om ceremonier och etikett. Hon utförde sina ceremoniella skyldigheter plikttroget men tyckte inte om sällskapsliv, utan trivdes bäst då hon fick vara i fred med några få vänner. Sofia Magdalenas svägerska Hedvig Elisabet Charlotta beskriver henne som vacker, men också kall, stel och stolt. Hon var ytterst artig och medveten om etikett, och kände sig förolämpad av makens liknöjdhet. Tystlåtenheten och högdragenheten gjorde att man inte var avslappnad i hennes sällskap. Hon beskrivs som indolent och som omväxlande vänlig och isande kylig till humöret. Hon hade två nära vänner, Maria Aurora Uggla och Virginia Charlotta Manderström, men föredrog annars ensamheten. I representativa sammanhang ansågs hon fylla sin roll väl: hon kunde uppträda helt enligt vad formella tillfällen krävde, och uppfattades som värdig och imponerande. Den 17 september 1784 klippte hon till exempel av snöret för att släppa ut en av Sveriges första luftballonger från observatoriet i Stockholm. Sofia Magdalena nämns sällan som deltagare vid den gustavianska amatörteatern, men nämns vid enstaka tillfällen som aktör: på fettisdagen 1777, då hovet klädde ut sig till italienska och spanska sjömän och utkämpade en låtsasstrid, deltog hon som utklädd till italiensk sjöman. Hennes vanliga roll var dock att agera prisutdelare vid s.k. karuseller och riddartorneringar och andra tillställningar snarare än att själv delta.  
Under Gustavs utlandsresa 1783–84 höll hon varje månad en stor representationssupé, var sjätte vecka court och grand couvert samt visade sig offentligt på både operan och Franska Teatern: i övrigt isolerade hon sig under denna tid och umgick endast med sin "favorit" Virginia Manderström. Under Gustavs frånvaro gjorde Sofia Magdalena små utflykter på malmarna vid Ulriksdal endast i sällskap med en enda statsfru och två lakejer, men tvingades sluta med dem eftersom det ansågs opassande.
Efter Gustavs italienska resa inträdde en slutgiltig brytning mellan Sofia Magdalena och Gustav, som då alltmer uteslutit henne från sitt sällskap till förmån för Armfelt, med vilken han deltog i intima supéer i rum som han hade avdelat från Sofia Magdalenas våning på slottet och gett Armfelt. Armfelt hade blivit tilldelad 16 rum på slottet i jämförelse med drottningens 7. 1786 inträffade en öppen brytning som tilldrog sig uppmärksamhet, där Sofia Magdalena vägrade att delta i representationen om hon inte fick tillbaka sina rum från Armfelt och dessutom inte mottog inbjudningar till tillställningar direkt från Gustav. Denna strejk var effektiv och Gustav gick med på hennes villkor efter medling av Munck och Manderström, men infriade inte sina löften. Sofia Magdalena förbjöd också sina hovdamer att besvara inbjudningar från kungen om de inte hade fått hennes tillstånd. 1787 inträdde en ny konflikt där hon vägrade låta kungen medföra sonen till Finland och hotade att ta både allmänheten och ständerna till hjälp för att genomdriva sin vilja. Hon anklagade honom också för att låta sina gunstlingar förtala henne inför sig. Gustav III ska vid denna tidpunkt ha sagt att han trivdes bättre denna tid då hon inte hade någon egen vilja. 1788 motsatte hon sig framgångsrikt hans planer att ta med sig sonen till Finland.
Som privatperson tillbringade hon vanligen dagarna ensam på sina rum, och åt även middag ensam. Hon tyckte uppriktigt om teatern och gick ofta dit. Sofia Magdalena hade ett stort intresse för kläder och mode, och hon fick på grund av detta en del kritik för att vara fåfäng: hennes kammarherre Adolf Ludvig Hamilton påstod att hon inte kunde gå förbi en spegel utan att spegla sig i den. Även då hon var ensam i sina rum under sin fritid och inte hade några representationsplikter att klä sig för, ska hon ha bytt om flera gånger om dagen. Även läsning tillhörde hennes största intressen, och hon prenumererade på såväl franska tidskrifter som svenska nyhetstidningar. Hon ägde många verk om geografi, genealogi och historia, lärde sig svenska och engelska, tyska och italienska och ska särskilt ha tyckt om reseskildringar. Sofia Magdalena var, enligt Augusta von Fersen, bildad, men detta uppfattades aldrig eftersom hon av sin blyghet inte talade mycket, och hon var också enligt denna nästan alltid vackrare klädd än någon annan kvinna vid hovet, men fick aldrig någon komplimang för detta.
Sofia Magdalena upprätthöll personligen en popularitet bland allmänheten. På sin namnsdag Magdalenadagen 22 juli 1788, då Gustav III befann sig i Finland, mottog Sofia Magdalena, som då befann på Ulriksdal, en hyllning som blev mycket omtalad ända bort till Finland. Skådespelaren Abraham de Broen begav sig då, mot teaterdirektionens vilja, ut med en lustjakt tillsammans med en del av Dramatens personal och sällskapet Augustibröder, bland annat Bellman, och uppförde sedan Ett poem skrivet av Bellman, "Canon på Drottningens höga namnsdag", till medhavda salutkanoner utanför slottet. En finskfödd handelsbetjänt, Erik Grönfors, utsatte vid denna tid Sofia Magdalena för en förföljelse, då han hade förälskat sig i henne, iakttagit henne då hon visade sig offentligt och tog sig in i hennes rum och lämnade kärleksbrev i hennes sovrum: han utvisades i all tysthet av Stockholmspolisen till Finland.
Sofia Magdalena hade aldrig någonsin något att göra med politik, förutom vid ett tillfälle. I augusti 1788, under det rysk-svenska kriget, gav Gustav III henne i uppdrag att fredsförhandla med Danmark, och försöka förhindra att detta land förklarade krig mot Sverige under pågående krig med Ryssland. Han bad henne att tillkalla danska ambassadören Reventlow och be honom sända ett fredsbrev med ilbud till Danmark, där det skulle läsas upp för den danska konseljen. Han bad henne att skriva brevet med egna ord under föresvävning att hon talade på eget initiativ i egenskap av syster och mor till en son med arvsrätt till den danska tronen. Sofia Magdalena följde instruktionerna, tillkallade danske ministern, höll ett tal till honom följt av ett långt samtal och räckte honom sedan ett långt brev skrivet som en "varm vädjan" till sin bror danske monarken. En kopia sändes till Gustav III och hennes brev upplästes för Kristian VII av Danmark i danska statsrådet, och "drottningens brev till danska hovet ska ha gjort mycket intryck därstädes": Uppdraget misslyckades ändå, eftersom Danmark mot sin vilja var tvunget att förklara Sverige krig på grund av alliansavtalet med Ryssland, vilket skedde 19 augusti. Under kriget 1788-90 nämns hur hon, då hon träffade två ryska krigsfångar i Haga slottspark, gav dem 100 riksdaler var.
Vid riksdagen 1789 lät Gustav III fängsla många ur adelsståndet som visade sig oppositionella mot hans krigspolitik. Denna åtgärd gjorde att han bojkottades av adelns kvinnliga medlemmar i sällskapslivet som på detta sätt visade sina politiska sympatier, ledda av Sofia Albertina och Hedvig Elisabet Charlotta. Sofia Magdalena ogillade också hans åtgärder, men ska enligt samtida källor ha vägrat tillåta någon i hennes omgivning att politisera. Ändå inträffade en konflikt under denna tid. Gustav III ska, då han ville informera sin son om händelserna, ha upptäckt att denna var mer välinformerad än han borde vara, och misstänkte att sonen hade blivit informerad hos sin mor. Han bad kronprinsens guvernör Nils Gyldenstolpe att tala med Sofia Magdalena, men denne sände i stället kungens gunstling Erik Boye. Sofia Magdalena blev så svårt förolämpad av att bli uppläxad av en av kungens gunstlingar om hur hon skulle tilltala sin son, att hon skällde ut denne, och sade att endast hennes förakt för honom hindrade henne från att få honom utkastad genom fönstret. Detta ledde till ett uppträde mellan kungaparet, där Gustav III tvingades be henne om ursäkt. Sofia Magdalena ogillade det nya system som hade införts vid riksdagen 1789 och ska ha demonstrerat motvilja för dess företrädare. Vid det Te Deum som hölls i Storkyrkan med anledning av segern vid Fredrikshamn 1790 vägrade hon att låta sig föras av greve Beck-Friis som ersättare för den sjuke prins Fredrik, och krävde i stället att få föras av Axel von Fersen d.ä., något som allmänt betraktades som ett ställningstagande. 
I april 1790 stod ett hundratal officerare i den svenska armén inför krigsrätt för myteri. Det så kallade Anjalaförbundet som bestod av desillusionerade officerare hade i augusti 1788 satt sina namn till ett traktat riktat till den ryska kejsarinnan Katarina II där dom bland annat önskade att sluta fred och avsluta vad dom ansåg var ett orättfärdigt krig. Kungen beordrade arresteringar av dom ansvariga och en krigsrätt dömde 125 officerare till döden. Alla utom ev av ledarna, överste Johan Henrik Hästeskö, benådades dock. Gustav III vägrade att benåda Hästeskö trots protester från flertalet personer inklusive sin egen hustru. Sofia Magdalena tyckte att Anjalamännen hade behandlats alltför hårt av kungen och hon bad sin make att rädda Hästeskö från dödsstraffet. Kungen var dock fast i sitt beslut och Hästeskö halshöggs i Stockholm den 8 september 1790.
I november 1790 misstänktes hon också för en politisk demonstration av Gustav III. Hovet hade då stannat längre än vanligt på Drottningholm, på grund av att Gustav III kände sig illa berörd av societetens sociala bojkott, och då hon bad om att få återvända till Stockholm, misstänkte Gustav henne för en demonstration, eller för att ha blivit förledd av sina hovdamer till en sådan. Hennes avresa innebar också att han skulle berövas allt kvinnligt sällskap, eftersom hovdamerna då skulle följa henne, särskilt Hedvig Ulrika De la Gardie och Augusta von Fersen, som då fortfarande umgicks med honom. Han förbjöd henne att resa med Munck som medlare, som hon dock gjorde ändå. År 1791 besökte Sofia Magdalena Hagapaviljongen, där Gustav III nu tillbringade allt mer tid då han bojkottats ur societetens sällskapsliv och där han påstods ägna sig åt orgier. Sofia Magdalena kom utan förvarning, och fann Gustav III till sängs. Han bad Fabian Wrede att visa henne runt, och Wrede visade henne rummen. I kungens privata rum fann de skådespelaren och lakejen Lars Hjortsberg som sov naken. Sofia Magdalena sade då att Wrede måste ha visat henne betjäningens rum i stället för kungens rum av misstag, och inte kunde vara hemmastad på Haga. Gustav III fattade vid denna tid misstankar mot Sofia Magdalena på grund av hennes ogillande av hans politik, hans danskfientlighet och planer mot Norge. Inför sin resa till Aachen 1791 gav han order om att kronprinsen skulle separeras från sin mor under hans bortovaro och bo på Haga snarare än hos modern på Ulriksdal. Detta ledde till ett offentligt uppträde på teatern, där Sofia Magdalena uppsökte honom i hans loge, krävde att få tillgång till sonen och till slut utbrast: "Jag skall hämnas monsieur! Jag ger er mitt heliga löfte därom!"

### Änkedrottning

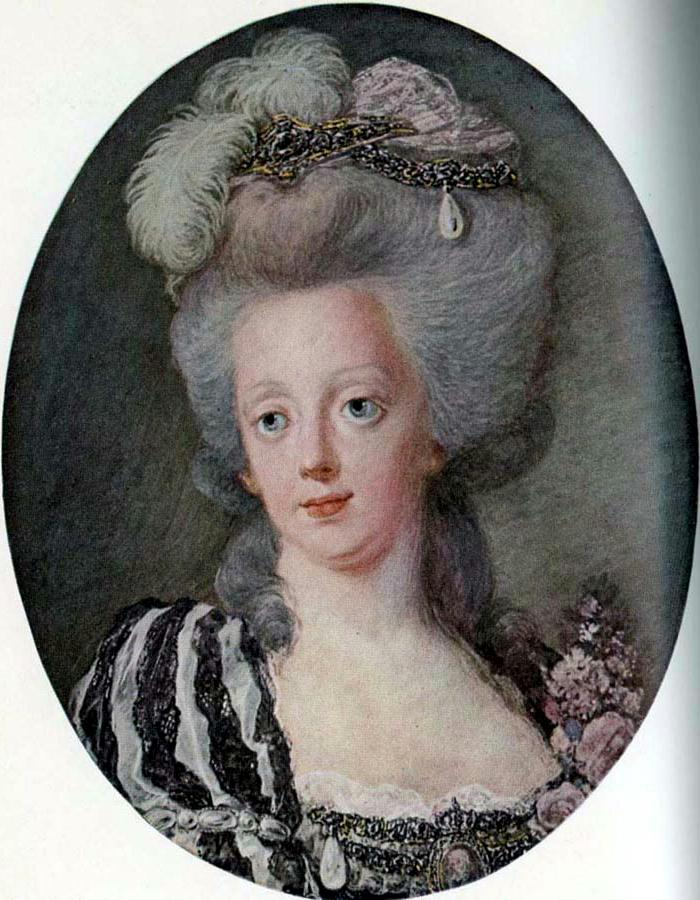
Sofia Magdalena vid tiden for mordet på Gustav III, målad av Niklas Lafrensen.

Sofia Magdalena beskrivs som förfärad över mordet på Gustav III 16 mars 1792. De ansvariga för mordet hade haft planer på att göra Sofia Magdalena till Sveriges regent under sonens omyndighet. Enligt planen ingick därför att hålla artillerigården i beredskap för drottningen och kronprinsen. De skulle därefter utesluta hertig Karl och erbjuda Sofia Magdalena presidiet i den nya konseljen för förmyndarregeringen. Efter attentatet sände Sofia Magdalena bud efter Armfelt och fördes av honom till Gustavs sjukbädd, där hon enligt Armfelt tog kungens hand mellan sina och utropade till Armfelt: "Så avskyvärt! Vilken grym nedrighet!" Hon hölls sedan underrättad om hans tillstånd av Armfelt, men besökte honom sällan eftersom monarken inte ville ha besök av kvinnor på grund av lukten från sin skada. Vid Gustav III:s död 29 mars 1792 försökte hon ta sig in till honom garderobsvägen, men hindrades från att närvara av hertig Karl, som föll på knä framför henne för att hindra henne att ta sig fram.
Sofia Magdalena väckte uppseende och ådrog sig en del kritik, genom att uppträda på ett sätt som tolkades som likgiltighet. Hon lade fram sina önskemål för hur hon ville ordna sin hovstat och sina affärer för hertig Karl bara några få dagar efter makens död, och hon bar heller inte sorgdräkt förutom offentligt och då hon mottog besök. Denna kritik kan också ha att göra med att hon omgavs av vissa misstankar på grund av de sammansvurnas planer att göra henne till regent.
För Sofia Magdalena var det en lättnad att slippa ett offentligt liv. För att slippa delta i hovlivet avstod hon från sin bostad på Drottningholms slott. Som änkedrottning valde hon att bo på Ulriksdals slott under sommaren och i en våning i norra flygeln på Stockholms slott under vintern. Vid sitt eget hov anordnade hon musikaliska aftnar med framträdanden av skalderna Leopold och Oxenstierna och sång av Marianne Ehrenström, och umgicks i en liten krets av vänner. Där ingick bland annat Johan Gyllenborg och hennes handsekreterare Axel Gabriel Silfverstolpe. 1795 tvingade hertig Karl henne att avskeda Silfverstolpe på grund av Reuterholms ogillande av denne: vid sonens myndighetsförklaring återinsatte hon honom genast. Som änkedrottning var Sofia Magdalena känd för att visa stöd för makens före detta gunstlingar, som hon hade tyckt illa om före hans död. Hon utnämnde bland annat Georg Johan De Besche till sin hovmarskalk.  
Hennes son, Gustav IV Adolf, besökte henne regelbundet varje dag under vintern, och varje vecka under sommaren, och de ska ha delat förtroende och sitt intresse för religionen, som var inspirerad av herrnhutismen. Vid hennes sons giftermål med Fredrika av Baden 1797 bröt Sofia Magdalena mot protokollet för att visa sin svärdotter större hänsyn än hon själv hade visats vid sin ankomst till Sverige. Det var meningen att hon skulle vänta i en inre salong på slottet, dit hennes svärdotter skulle föras till henne, i stället för att välkomna henne vid slottets trappa med den övriga familjen. Hon sade då: "Jag vet bäst själv hur jag led, när jag först kom till Sverige, och hur smärtsamt jag berördes av det kalla mottagande, som jag fick av drottning Lovisa Ulrika. Vad min sonhustru beträffar, har jag föresatt mig att skona henne från att behöva erfara sådana bittra känslor!"
Efter sonens myndighetsförklaring och giftermål visade sig Sofia Magdalena för det mesta vid hovet endast om söndagarna, då hon var fjortonde dag besökte svärdottern, samt vid cour.
Hon höll praktfulla familjemottagningar för kungafamiljen, men de sista sex åren av sitt liv isolerade hon sig och höll endast två formella mottagningar per år. De enda gäster hon hade i egenskap av privatperson ska ha varit vännerna Maria Aurora Uggla och Virginia Manderström.
Sofia Magdalena reagerade med förtvivlan på statskuppen 1809. Vid statskuppen på slottet meddelades hon vad som hade hänt av Maria Aurora Uggla, och försökte genast ta sig in till monarken, men förhindrades av vakter, och brast då i gråt i armarna på Uggla. Kort därpå besöktes hon av hertig Karl med en eskort av vakter. Han meddelade henne vad som hade hänt, och nekade på hennes upprepade böner att få träffa sonen. Hon ska vid detta tillfälle ha gråtit. Då hon under Gustaf Adolfs fångenskap återigen sökte Karls tillstånd att få träffa sin son, och fick ett nekande svar med hänvisning till att hon behövde regeringens tillåtelse, ska hon offentligt ha sagt: "Man begärde intet riksens ständers tillåtelse att mörda min man, icke heller att avsätta min son från tronen och att arrestera honom, men jag måste hafva deras tillåtelse, för att få tala med mitt barn."  Hon fick aldrig tillstånd att träffa Gustav Adolf igen, men hon tog farväl av sin svärdotter och barnbarnen då dessa fick tillstånd att återförenas med Gustav Adolf innan de förvisades från landet. Hon brevväxlade med Gustav Adolf i resten av sitt liv.
Sofia Magdalena valde att stanna i Sverige efter sin sons utvisning. I januari 1810 presenterades hon för den nya tronföljaren Karl August, som stannade framför porträttet av hennes sonson och meddelade henne att han ämnade adoptera denne till tronföljare. Den 2 november 1810 presenterades hon för den nye tronföljaren, Karl Johan. Karl Johan ska ha varit rädd för att hon inte ville ta emot honom, men hon hade då sagt: "Jag är varmt tacksam för kronprinsens hänsynsfullhet, men han misstar sig, om han tror att jag ogärna träffar honom! Det vore bra orättvist, om jag skulle hysa den minsta motvilja mot honom, ty han har ju inte avsatt min son!" Vid mötet ska Sofia Magdalena först ha blivit vit i ansiktet, men hon ska snart ha blivit förtjust över Karl Johans charm. Då han gått, sade hon: "Han är merveilleust lik salig kungen!" Hon träffade honom dock sällan.

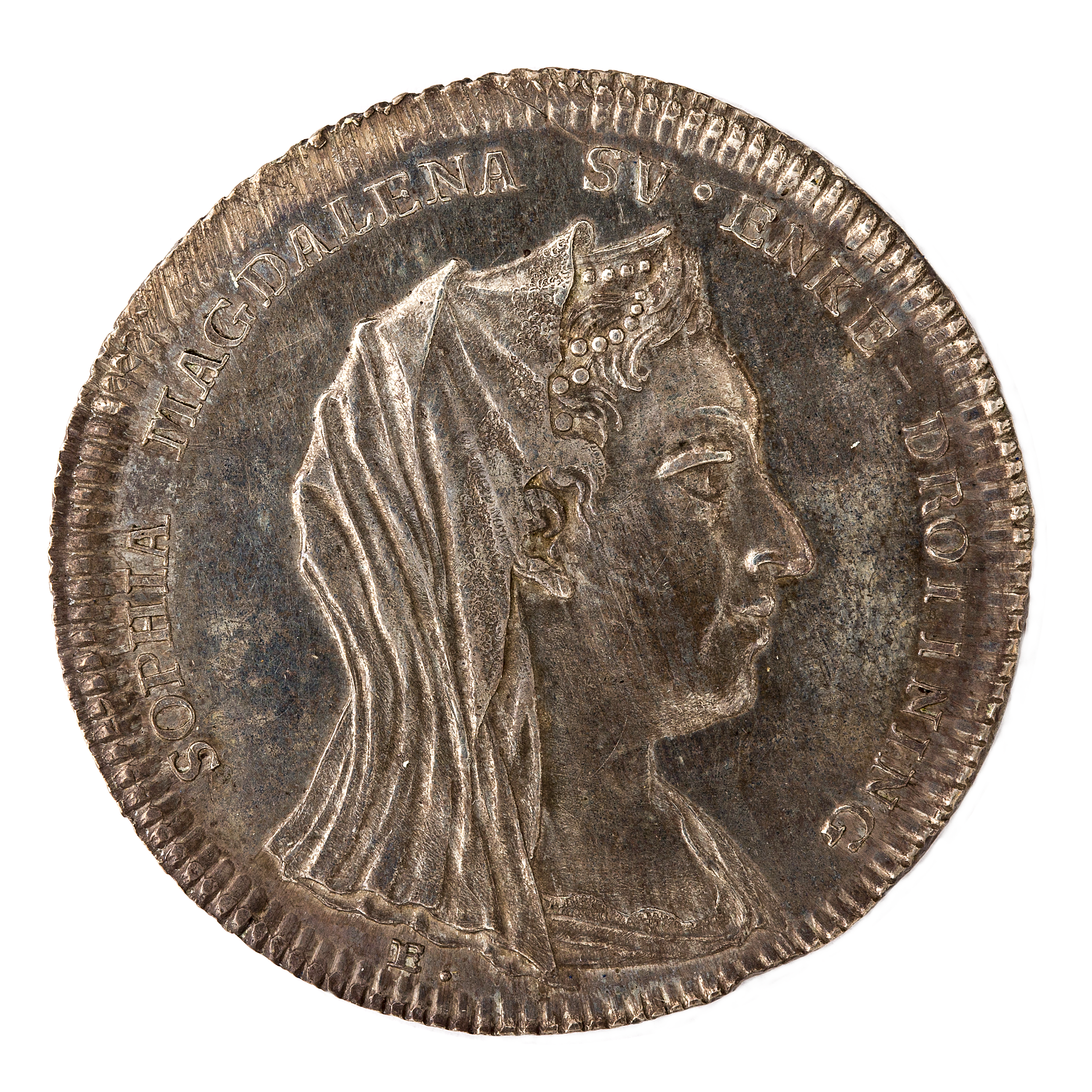
Kastpenning från änkedrottning Sofia Magdalenas begravning, 1813.

Under 1812–1813 umgicks hon mycket med den unge amatörbotanikern friherre Anton Fredrik Wrangel, som planerade att skriva ned sina minnen av henne. I september 1812 presenterades författaren och salongsvärden Germaine de Staël för henne i det vita rummet på Stockholms slott. Denna skrev då om henne: "Hennes majestät analyserade mina böcker som en begåvad kvinna, vars omdöme visade lika mycken grundlighet som fin känsla. Aldrig har någon imponerat så på mig som er drottning! Jag vågade knappast svara henne, så slagen blev jag av den konungsliga gloria som strålade kring henne – den ingav mig till och med en sådan vördnad, att jag darrade!" När Karl Johan i december 1812 utfärdade ett förbud för all brevväxling med den före detta kungafamiljen, bad Germaine de Staël att det skulle göras ett undantag för Sofia Magdalena, och hon blev också det enda undantaget förutom monarken, fast hon tvingades att låta utrikesministern Lars von Engeström läsa dem innan de skickades.
Sofia Magdalena plågades under en längre tid av en ögonsjukdom och vacklande hälsa. Efter att hon drabbats av ett slaganfall i maj 1813 avled hon på Ulriksdals slott 21 augusti 1813. Efter balsameringen låg hon på lit de parade mellan den 7-9 september i "Lecture-rummet" på Ulriksdals slott innan hon fördes till Riddarholmskyrkan och gravsattes i det gustavianska gravkoret. Under begravningsprocessionen kastades nypräglade mynt till åskådarna, så kallade "kastmynt", gjord av Carl Enhörning med en bild av den avlidna med texten "Sofia Magdalena, svensk änkedrottning" och på baksidan ”Älskad och sörjd av svea folk”.
Enligt den samtida dagboksskrivaren Christina Juliana Wargentin så efterlämnade Sofia Magdalena 1 miljon riksdaler banco som hon testamenterade till sina barnbarn.

## Barn
- Gustav IV Adolf, svensk kung 1792–1809
- Karl Gustav, (1782–1783) hertig av Småland

## Anfäder

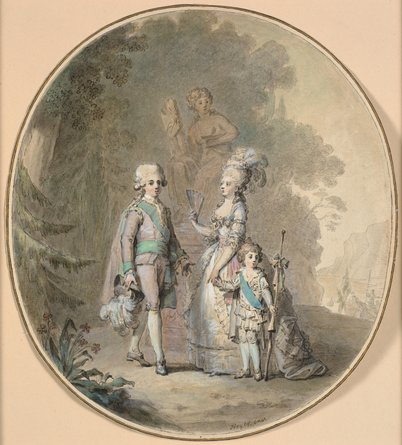
Sofia Magdalena tillsammans med maken Gustav III och sonen Gustav Adolf av Cornelius Høyer.

|                                      |  |  |  |  |  |  |  |                          |  |  |  |  |  |  |  |                                         |  |  |  |  |  |  |  | Fredrik IV av Danmark                   |
|                                      |  |  |  |  |  |  |  |                          |  |  |  |  |  |  |  |                                         |  |  |  |  |  |  |  |                                         |
|                                      |  |  |  |  |  |  |  |                          |  |  |  |  |  |  |  | Kristian VI av Danmark                  |  |  |  |  |  |  |  |                                         |
|                                      |  |  |  |  |  |  |  |                          |  |  |  |  |  |  |  |                                         |  |  |  |  |  |  |  |                                         |
|                                      |  |  |  |  |  |  |  |                          |  |  |  |  |  |  |  |                                         |  |  |  |  |  |  |  | Louise av Mecklenburg-Güstrow           |
|                                      |  |  |  |  |  |  |  |                          |  |  |  |  |  |  |  |                                         |  |  |  |  |  |  |  |                                         |
|                                      |  |  |  |  |  |  |  | Fredrik V av Danmark     |  |  |  |  |  |  |  |                                         |  |  |  |  |  |  |  |                                         |
|                                      |  |  |  |  |  |  |  |                          |  |  |  |  |  |  |  |                                         |  |  |  |  |  |  |  |                                         |
|                                      |  |  |  |  |  |  |  |                          |  |  |  |  |  |  |  |                                         |  |  |  |  |  |  |  | Kristian Henrik av Mecklenburg-Bayreuth |
|                                      |  |  |  |  |  |  |  |                          |  |  |  |  |  |  |  |                                         |  |  |  |  |  |  |  |                                         |
|                                      |  |  |  |  |  |  |  |                          |  |  |  |  |  |  |  | Sofia Magdalena av Brandenburg-Kulmbach |  |  |  |  |  |  |  |                                         |
|                                      |  |  |  |  |  |  |  |                          |  |  |  |  |  |  |  |                                         |  |  |  |  |  |  |  |                                         |
|                                      |  |  |  |  |  |  |  |                          |  |  |  |  |  |  |  |                                         |  |  |  |  |  |  |  | Sofia Kristina av Wolfstein             |
|                                      |  |  |  |  |  |  |  |                          |  |  |  |  |  |  |  |                                         |  |  |  |  |  |  |  |                                         |
| Drottning Sofia Magdalena av Sverige |  |  |  |  |  |  |  |                          |  |  |  |  |  |  |  |                                         |  |  |  |  |  |  |  |                                         |
|                                      |  |  |  |  |  |  |  |                          |  |  |  |  |  |  |  |                                         |  |  |  |  |  |  |  | Georg I av Storbritannien               |
|                                      |  |  |  |  |  |  |  |                          |  |  |  |  |  |  |  |                                         |  |  |  |  |  |  |  |                                         |
|                                      |  |  |  |  |  |  |  |                          |  |  |  |  |  |  |  | Georg II av Storbritannien              |  |  |  |  |  |  |  |                                         |
|                                      |  |  |  |  |  |  |  |                          |  |  |  |  |  |  |  |                                         |  |  |  |  |  |  |  |                                         |
|                                      |  |  |  |  |  |  |  |                          |  |  |  |  |  |  |  |                                         |  |  |  |  |  |  |  | Sofia Dorotea av Celle                  |
|                                      |  |  |  |  |  |  |  |                          |  |  |  |  |  |  |  |                                         |  |  |  |  |  |  |  |                                         |
|                                      |  |  |  |  |  |  |  | Louise av Storbritannien |  |  |  |  |  |  |  |                                         |  |  |  |  |  |  |  |                                         |
|                                      |  |  |  |  |  |  |  |                          |  |  |  |  |  |  |  |                                         |  |  |  |  |  |  |  |                                         |
|                                      |  |  |  |  |  |  |  |                          |  |  |  |  |  |  |  |                                         |  |  |  |  |  |  |  | Johan Fredrik av Brandenburg-Ansbach    |
|                                      |  |  |  |  |  |  |  |                          |  |  |  |  |  |  |  |                                         |  |  |  |  |  |  |  |                                         |
|                                      |  |  |  |  |  |  |  |                          |  |  |  |  |  |  |  | Caroline av Ansbach                     |  |  |  |  |  |  |  |                                         |
|                                      |  |  |  |  |  |  |  |                          |  |  |  |  |  |  |  |                                         |  |  |  |  |  |  |  |                                         |
|                                      |  |  |  |  |  |  |  |                          |  |  |  |  |  |  |  |                                         |  |  |  |  |  |  |  | Eleonora av Sachsen-Eisenach            |
|                                      |  |  |  |  |  |  |  |                          |  |  |  |  |  |  |  |                                         |  |  |  |  |  |  |  |                                         |